# Tourbes
Tourbes ist eine französische Gemeinde im Département Hérault in der Region Okzitanien. Sie hat 1.875 Einwohner (Stand: 1. Januar 2022), die „Tourbains“ genannt werden. Tourbes gehört zum Arrondissement Béziers und zum Kanton Pézenas.

## Geographie
Tourbes liegt etwa 20 Kilometer nordöstlich von Béziers. Tourbes wird umgeben von den Nachbargemeinden Alignan-du-Vent im Norden und Nordwesten, Pézenas im Norden und Osten, Nézignan-l’Évêque im Südosten, Valros im Süden sowie Servian im Westen und Südwesten.
Durch den Südosten der Gemeinde führen die Autoroute A75 und die Route nationale 9.

## Bevölkerungsentwicklung
| 1962                       | 1968 | 1975 | 1982 | 1990 | 1999 | 2006 | 2017 |
| -------------------------- | ---- | ---- | ---- | ---- | ---- | ---- | ---- |
| 766                        | 767  | 740  | 833  | 1022 | 1276 | 1430 | 1621 |
| Quellen: Cassini und INSEE |      |      |      |      |      |      |      |

## Sehenswürdigkeiten

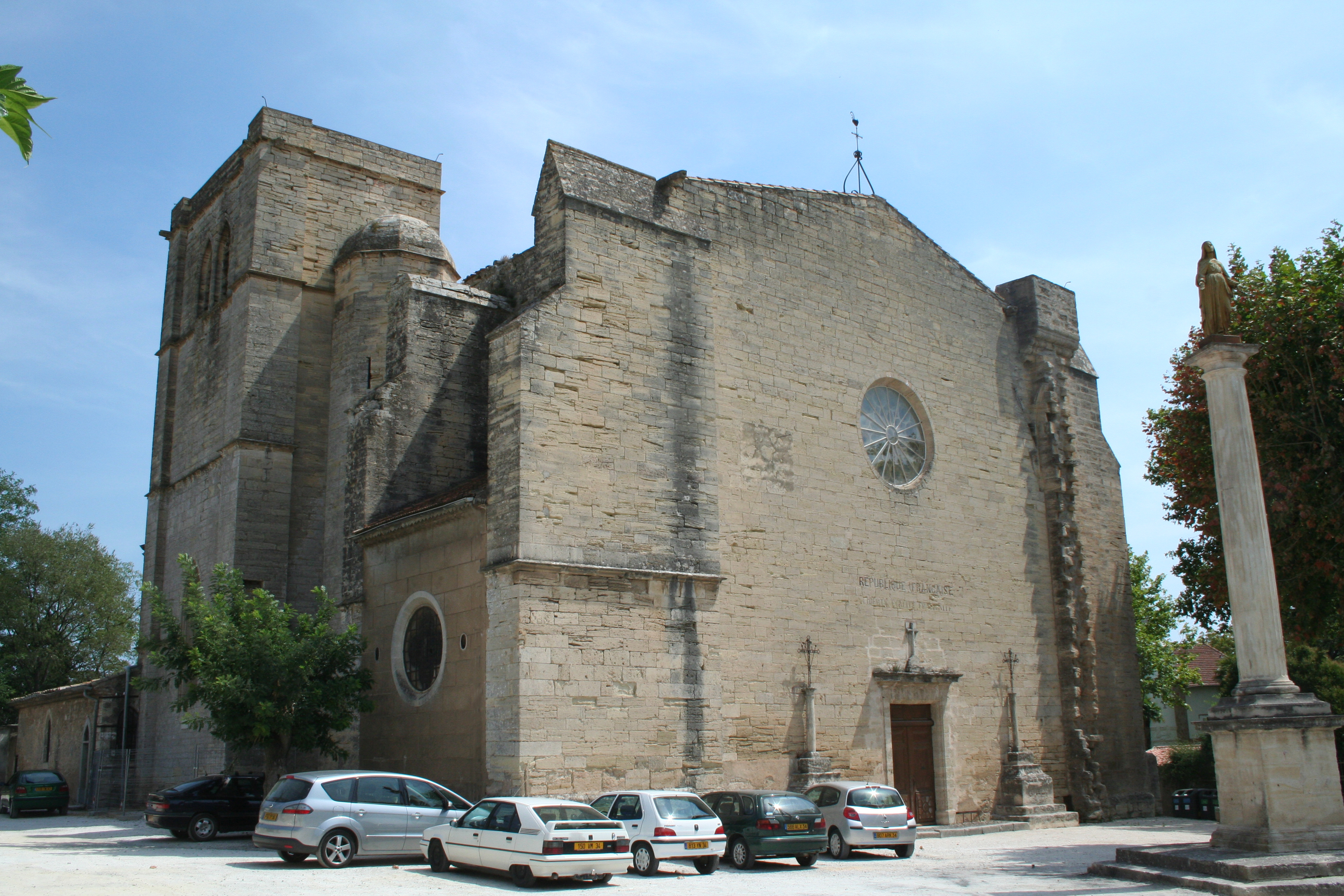
Kirche Saint-Saturnin

- Kirche Saint-Saturnin aus dem 13./14. Jahrhundert
- Haus Venel

## Persönlichkeiten
- Gabriel-François Venel (1723–1775), Enzyklopädist, Arzt und Apotheker